# STS-61
La STS-61 è una missione spaziale del Programma Space Shuttle.
Fu una missione di manutenzione per il Telescopio Spaziale Hubble.

## Equipaggio
- Richard O. Covey (4) - Comandante
- Kenneth D. Bowersox (2) - Pilota
- F. Story Musgrave (5) - Specialista di missione
- Kathryn C. Thornton (3) - Specialista di missione
- Claude Nicollier (2) - Specialista di missione - ESA
- Jeffrey A. Hoffman (4) - Specialista di missione
- Thomas D. Akers (3) - Specialista di missione

Tra parentesi il numero di voli spaziali completati da ogni membro dell'equipaggio, inclusa questa missione.

## Parametri della missione
- Massa:
  - Navetta con carico: 94,976 kg
  - Carico utile: 10,949 kg
- Perigeo: 291 km
- Apogeo: 576 km
- Inclinazione orbitale: 28.5°
- Periodo: 93.3 min

### Attività extraveicolare
- Musgrave e Hoffman  - EVA 1
  - Inizio EVA 1: dicembre 5, 1993 - 03:44 UTC
  - Fine EVA 1 : dicembre 5 - 11:38 UTC
  - Durata: 7 ore, 54 minuti
- Thornton e Akers  - EVA 2
  - Inizio EVA 2 : dicembre 6, 1993 - 03:29 UTC
  - Fine EVA 2 : dicembre 6 - 10:05 UTC
  - Durata: 6 ore, 36 minuti
- Musgrave e Hoffman  - EVA 3
  - Inizio EVA 3 : dicembre 7, 1993 - 03:35 UTC
  - Fine EVA 3 : dicembre 7 - 10:22 UTC
  - Durata: 6 ore, 47 minuti
- Thornton e Akers  - EVA 4
  - Inizio EVA 4 : dicembre 8, 1993 - 03:13 UTC
  - Fine EVA 4 : dicembre 8 - 10:03 UTC
  - Durata: 6 ore, 50 minuti
- Musgrave e Hoffman  - EVA 5
  - Inizio EVA 5 : dicembre 9, 1993 - 03:30 UTC
  - Fine EVA 5 : dicembre 9 - 10:51 UTC
  - Durata: 7 ore, 21 minuti